# 雄黄
雄黄（英語：Realgar），又称鸡冠石，是一种含砷硫化物矿物，化学式为α-As4S4。它是一种柔软的可切矿物，以单斜晶系晶体或粒状、紧密块状和粉末狀出现，常与雌黄（As2S3）共生；它呈橙红色，在320°C时熔化，并产生蓝色火焰，释放出砷和硫的烟雾。雄黄质地柔软，莫氏硬度为1.5至2，比重为3.5。它的条痕是橙色的。

## 用途
雄黄在中国、秘鲁和菲律宾用于提取少量砷的矿石。
雄黄有毒。它有时被用来杀死杂草、昆虫和啮齿动物。
雄黄通常用于皮革制造，以去除动物毛皮上的毛发。但因为雄黄是一种已知的致癌物和毒物，且存在替代品，故现在很少将其用于此。

### 历史用途
古希腊人称雄黄为。在中世纪的西班牙和16世纪的英国，它被用来毒死老鼠。由此，雄黄在英语中也被称为sandarac。
古希腊药剂师也使用雄黄来制造一种被称为“牛血”的药物。希腊医生尼坎德描述了“牛血”导致的死亡，这与砷中毒的已知影响相匹配。“牛血”据说是地米斯托克利和迈达斯用于自杀的毒药。
雄黄与雌黄同为古罗马帝国的重要贸易商品，被用作红色颜料。雄黄作为红色颜料的早期出现以来自中国、印度、中亚和埃及的艺术品而闻名。它在文艺复兴时期被用于欧洲美术绘画，这种用途在18世纪就消失了。它也被用作药物。其他传统用途包括制造铅弹、印刷和染色印花布。

#### 中国历史和文化
雄黄常被洒在房屋周围以驱除蛇和昆虫，以及用于中药。雄黄与黄酒混合制成雄黄酒，在端午节期间饮用以辟邪，暗示其具有驱虫作用。但在现代变得越来越少见，因为人们意识到雄黄是一种有毒的砷化合物。
复方黄黛中所用雄黄正好与现代医学用砷治疗白血病符合，目前作为注射三氧化二砷的低价替代品在现代医学界使用。

## 發現
雄黄最常作为与其他砷和锑矿物伴生的低温热液脉矿物出现。它也以火山升华和温泉沉积物的形式出现。它与雌黄、砷华、方解石和重晶石一起出现。
长时间暴露在光照下后，雄黄变成黄色粉末，称为副雄黄（β-As4S4）。这种粉末曾被认为是雌黄，但雌黄其实是另一种化合物。

## 圖集

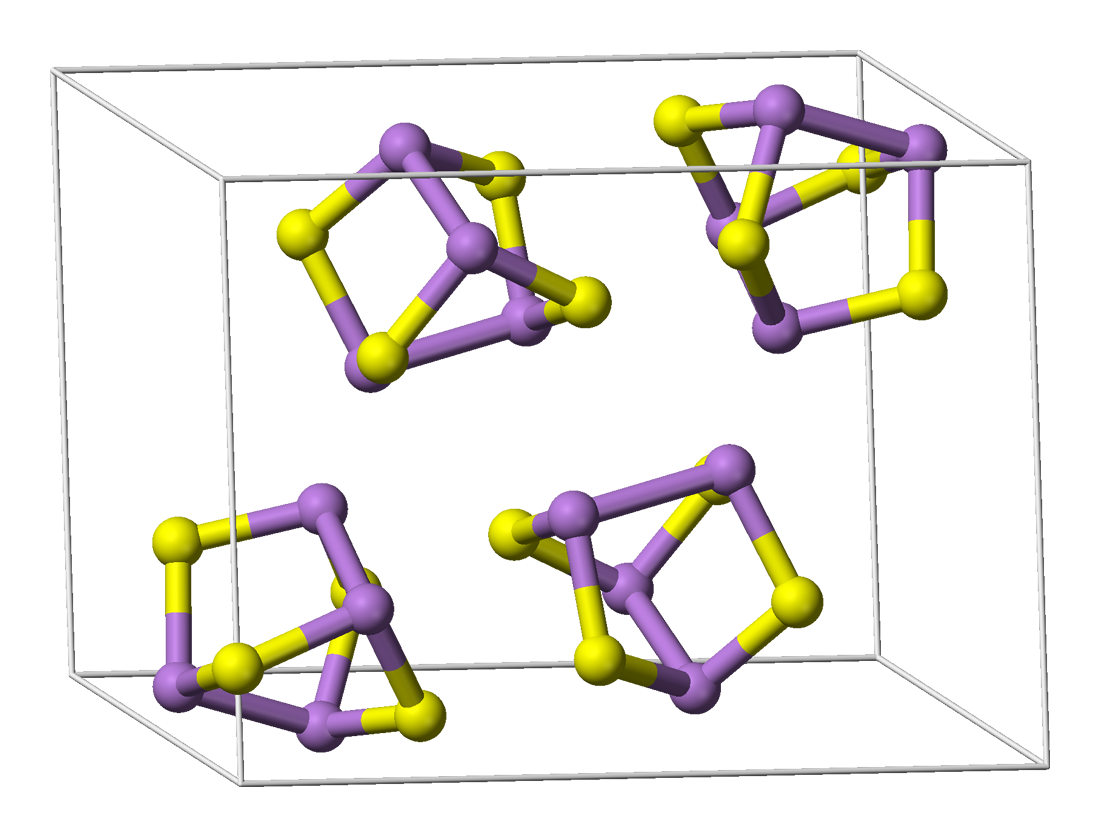
雄黄的晶胞，清楚表示所含的As4S4分子
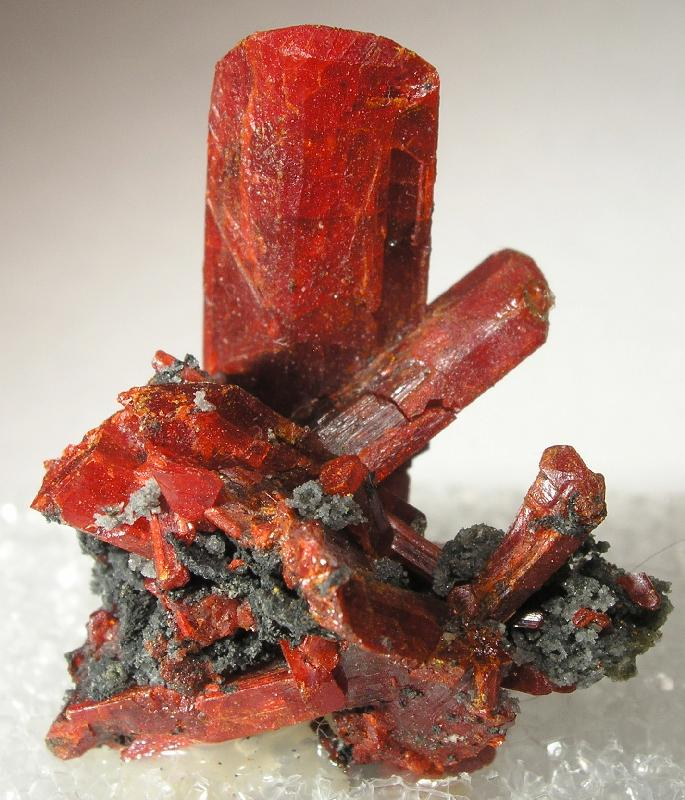
来自美国内华达州洪堡县波托西区亚当峰Getchell矿的雄黄晶簇
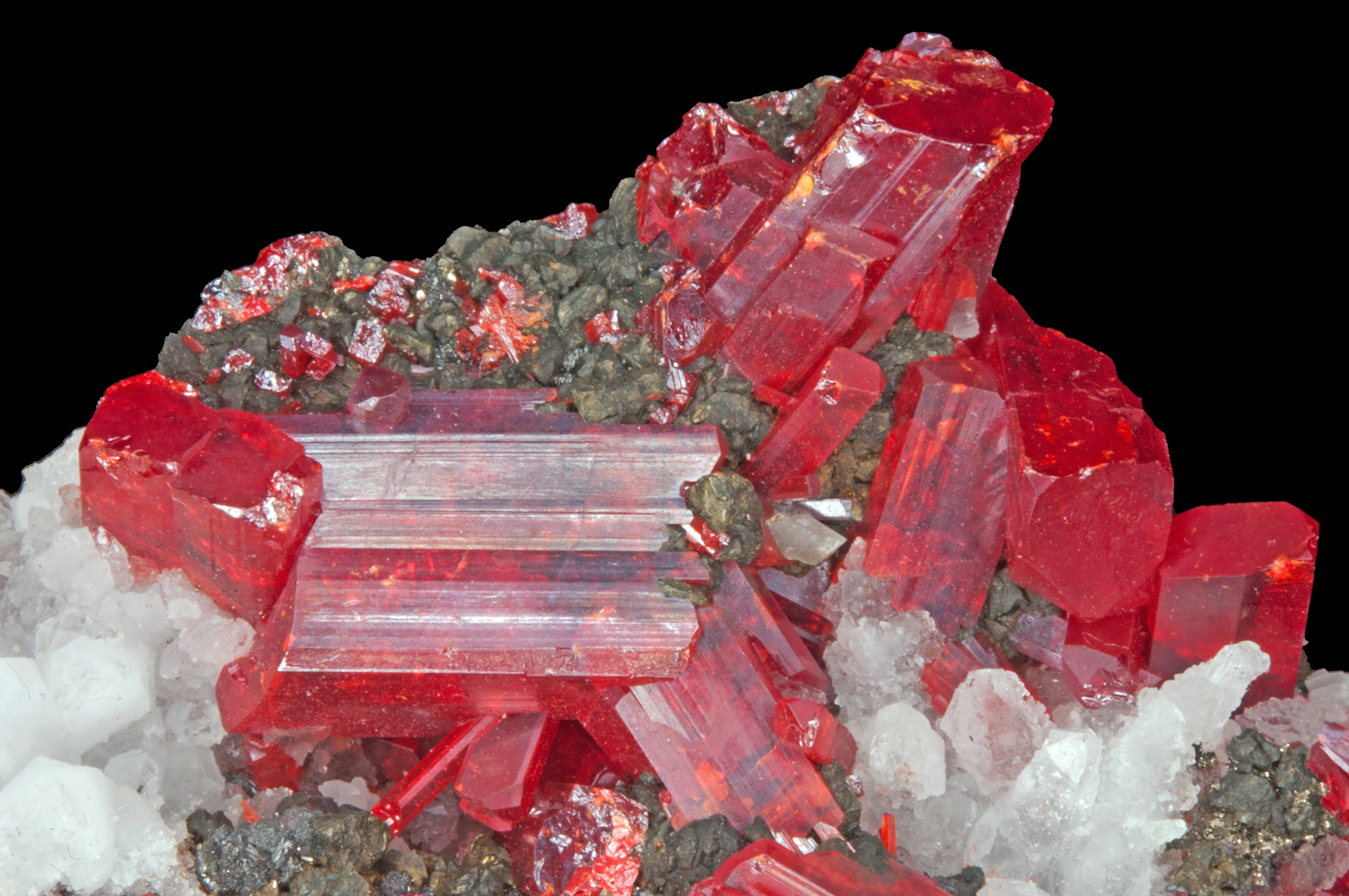
雄黄、石英、黄铜矿和方铅矿晶体，产自秘鲁拉利伯塔德Quiruvilca矿

## 延伸阅读
- The Merck Index: An Encyclopedia of Chemicals, Drugs, and Biologicals. 11th Edition. Ed. Susan Budavari. Merck & Co., Inc., N.J., U.S.A. 1989.
- William Mesny. Mesny’s Chinese Miscellany. A Text Book of Notes on China and the Chinese. Shanghai. Vol. III, (1899), p. 251; Vol. IV, (1905), pp. 425–426.
- American Mineralogist Vol 80, pp 400–403, 1995  （页面存档备份，存于）
- American Mineralogist Vol 20, pp 1266–1274, 1992  （页面存档备份，存于）